# Angeline Fankhauser

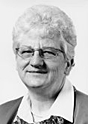
Angeline Fankhauser

Angeline Fankhauser (* 25. Juli 1936 in La Rippe; heimatberechtigt in Binningen und Trub) ist eine Schweizer Politikerin (SP).
Fankhauser war von 1971 bis 1983 im Einwohnerrat und von 1976 bis 1983 im Landrat. 1983 wurde sie im Kanton Basel-Landschaft in den Nationalrat gewählt und hatte dort Einsitz in der Geschäftsprüfungskommission und der Staatspolitischen Kommission, die sie 1995 bis 1997 präsidierte. Bei den Parlamentswahlen 1999 trat sie nicht mehr an und schied daher zum 5. Dezember 1999 aus der grossen Kammer aus.
Sie war Leiterin des Arbeiterhilfswerkes SAH und hat zwei erwachsene Töchter. Sie wohnt in Oberwil.